# Johannes-Nepomuk-Kapelle (Obere Donaustraße)

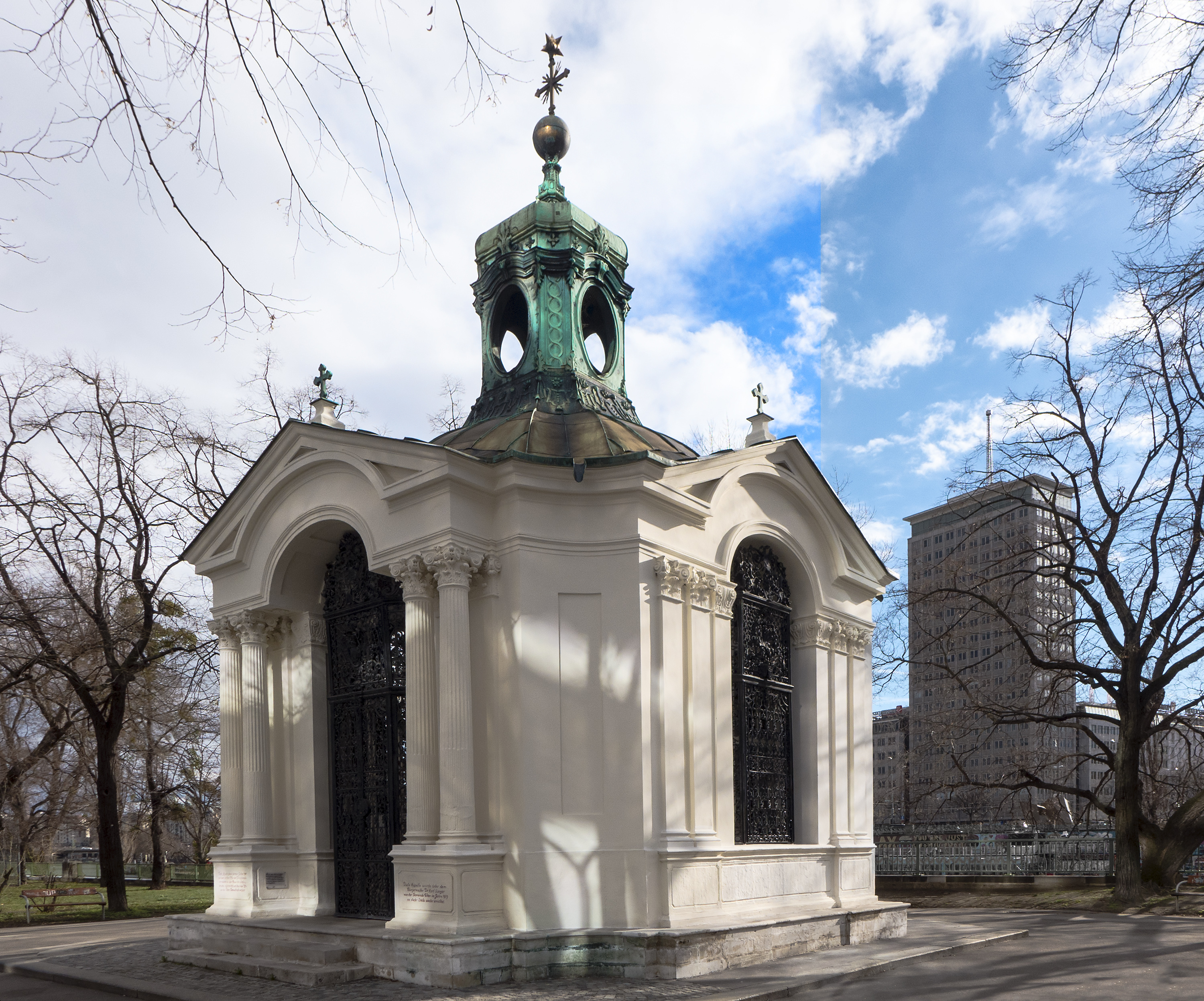
Johannes-Nepomuk-Kapelle im Wilhelm-Kienzl-Park

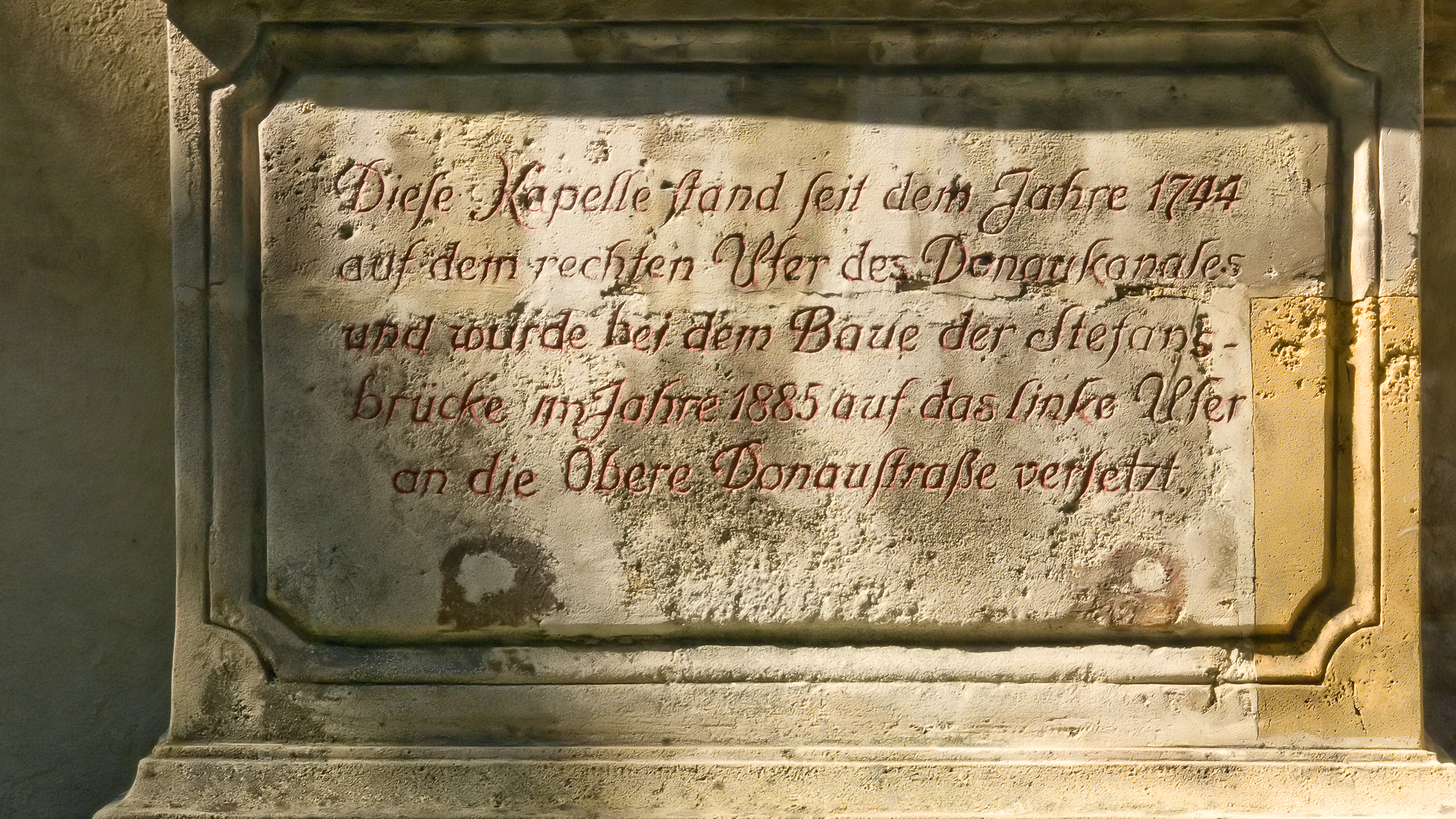
Inschrift am linken Sockel

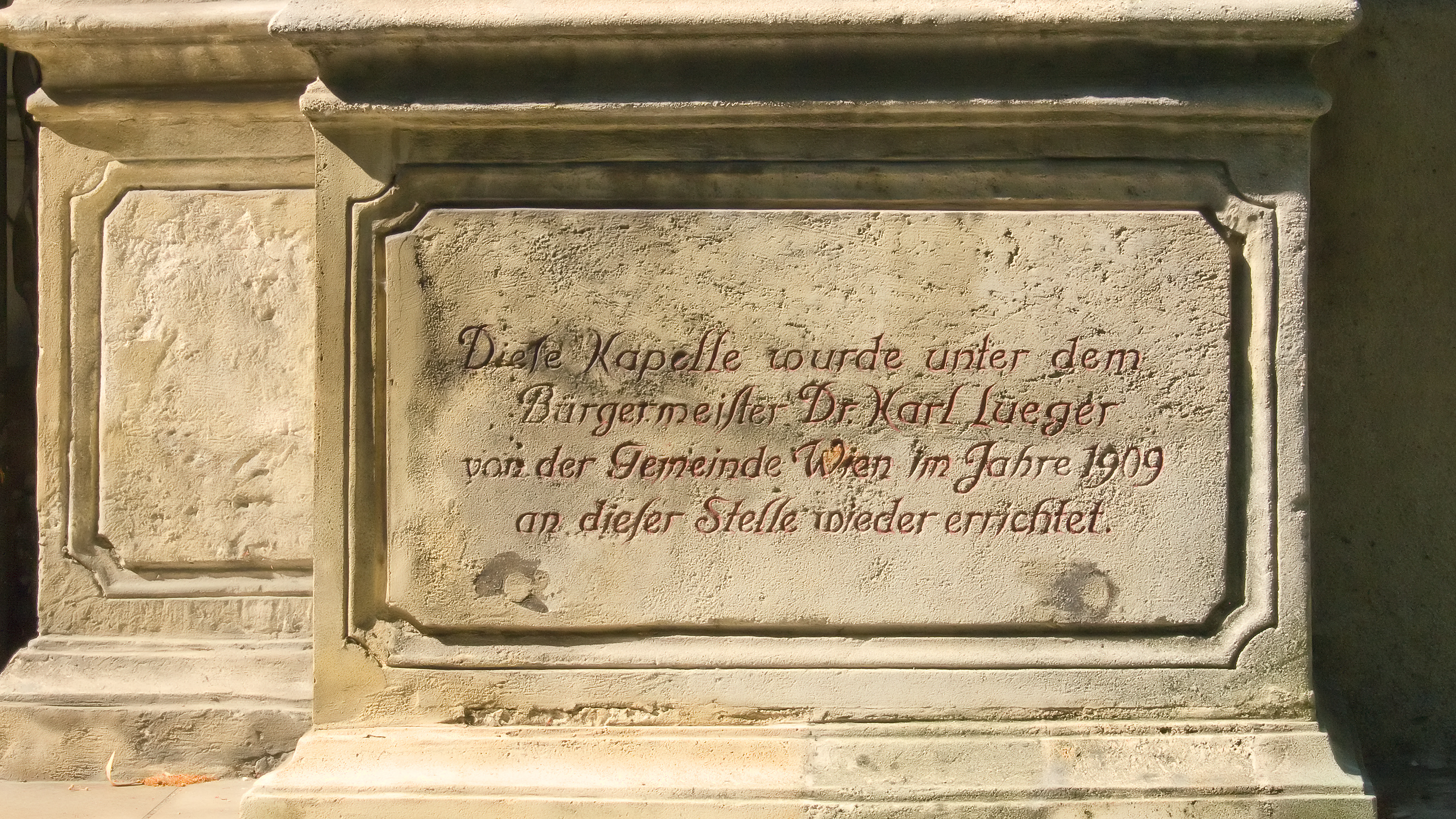
Inschrift am rechten Sockel

Die Johannes-Nepomuk-Kapelle, auch als Schanzelkapelle bezeichnet, an der Oberen Donaustraße im Wilhelm-Kienzl-Park in Wien wurde dem Priester und Märtyrer Johannes Nepomuk geweiht und steht unter Denkmalschutz. Die hier befindliche Statue des Heiligen ist eine der zahlreichen Johannes-Nepomuk-Darstellungen in Wien.

## Geschichte
Die Geschichte der Johannes-Nepomuk-Kapelle im 2. Wiener Gemeindebezirk Leopoldstadt ist geprägt von mehrmaligen Neubauten an verschiedenen Standorten. Die Bezeichnung Schanzelkapelle leitet sich vom ersten Standort, dem Schanzel – einen ehemaligen Obstmarkt – ab.

### 1729 (?) bis 1741
Der Zeitpunkt der Errichtung der ältesten Johannes-Nepomuk-Kapelle ist nicht überliefert. Es wird allerdings für möglich gehalten, dass dies 1729 nach Plänen von Johann Lucas von Hildebrandt geschah. 1741 wurde die am Schanzel am rechten Ufer des Donaukanals aus Holz errichtete Kapelle aus Angst vor dem Einmarsch französischer und bayrischer Truppen in Österreich geschleift.

### 1744–1884
1744 wurde durch das Mautamt am gleichen Standort eine neue, auch außen mit Statuen versehene Kapelle errichtet. Die Erträge der der Schanzelkapelle gewidmeten Stiftungen reichten jedoch nicht aus, das Bauwerk zu erhalten. Um die 1831 durch einen Eisstoß verursachten Schäden zu beheben, musste die Stadt Wien finanziell aushelfen. Spätere Erhaltungsarbeiten konnten meist nur durch Sammlungen finanziert werden.
Die Johannes-Nepomuk-Kapelle stand der Errichtung der Stephaniebrücke im Weg, so dass die Kapelle auf Kosten der Stadt abgebrochen und am linken Ufer des Donaukanals in der Oberen Donaustraße in früherer Form neu aufgebaut wurde. Die Arbeiten wurden unter der Leitung von Oberingenieur Karl Thalhammer und Ingenieur-Assistent Josef Kohl am 29. Juli 1884 begonnen und am 22. April 1886 abgeschlossen. Die Arbeiten an der Innengestaltung wurden am 4. Mai des gleichen Jahres beendet.

### 1886–1908
Die feierliche Weihe der Johannes-Nepomuk-Kapelle fand am 13. Mai 1886 statt. Da die Schanzelkapelle und das ab 1908 zu erbauende Schützenhaus der Kaiserbadschleuse architektonisch nicht vereinbar waren, wurde eine Verlegung der Kapelle um etwa 130 Meter flussaufwärts beschlossen. Ein Gemeinderatsbeschluss stimmte am 10. Dezember 1907 einem Abkommen zwischen der Commission für Verkehrsanlagen in Wien und der Gemeinde Wien zu, wonach diese sich an den Kosten beteiligen wollte.
Ein Beschluss des Stadtrates am 17. Juni 1908 genehmigte den neuen Standplatz der Johannes-Nepomuk-Kapelle sowie die vorgesehenen Kosten. Die Abbrucharbeiten an der Schanzelkapelle wurden am 17. August 1908 begonnen.

### 1908 bis heute
Der Wiederaufbau am neuen Standort unter der Leitung von Josef Pürzl, der vom Architekten Gustav Schwager unterstützt wurde, begann am 29. August und wurde Mitte November des gleichen Jahres beendet. Beim Neubau fanden zahlreiche Bauteile der bisherigen Kapelle wie das schmiedeeiserne Gitter, Postamente, Säulen, Balken, Figuren, die Glocke, der Altar und die Betstühle neuerlich Verwendung. Das Deckengemälde im Barockstil wurde von Friedrich Paul Weise angefertigt. Am 29. November 1909 wurde die Johannes-Nepomuk-Kapelle durch Weihbischof Godfried Marschall geweiht.
Während des Zweiten Weltkriegs wurde die Kapelle beschädigt. Unter Mithilfe von Sponsoren konnten diese Schäden jedoch behoben werden. Zwischen 1986 und 1987 wurde die Johannes-Nepomuk-Kapelle von der Gemeinde Wien renoviert.
Die Johannes-Nepomuk-Kapelle gehört zur Pfarre Sankt Leopold mit der Leopoldskirche. Die technische Betreuung des Bauwerks wurde von der MA 34 – Bau- und Gebäudemanagement übernommen.

## Beschreibung
Die Johannes-Nepomuk-Kapelle in ihrer heutigen Form ist ein freistehender kleiner Zentralbau mit beinahe quadratischem Grundriss. Das Dach wurde als Flachkuppel mit einer Laterne ausgeführt.
Über dem Sockel befinden sich an jeder Seite in großen Rundbogen Fenster, die von Pilastern flankiert werden. Oberhalb der Fensteröffnungen sind Dreieckgiebel. In den Ecknischen der Schanzelkapelle wurden Figuren der Heiligen Wenzel, Karl Borromäus, Augustinus und Leopold aufgestellt.
Die Statue Johannes Nepomuks aus dem ersten Viertel des 18. Jahrhunderts steht auf einem Sockel. Davor befindet sich eine Volutenmensa aus dem zweiten Viertel des 18. Jahrhunderts.